# 若穂駅
若穂駅（わかほえき）は、長野県長野市若穂綿内にあった長野電鉄屋代線の駅（廃駅）である。駅番号はY10。

## 歴史
若穂地区の駅だが、若穂とは「綿内」「川田」「保科」の合成町名。駅開業時は上高井郡若穂町だった。3ヵ月後の1966年（昭和41年）10月1日に長野市に編入されている。

### 年表
- 1966年（昭和41年）7月1日：長野電鉄により河東線の駅として開業[1]。
- 2002年（平成14年）9月18日：路線名改称により屋代線の駅となる。
- 2012年（平成24年）4月1日：屋代線廃線に伴い廃駅[1]。

## 駅構造
単式ホーム1面1線を有する地上駅。無人駅であった。

## 利用状況
年間乗車人数及び1日あたり乗車人員は次のとおりであった。
- 2006年度　2,827人 ： 8人/日
- 2007年度　3,737人 ： 10人/日
- 2008年度　2,520人 ： 7人/日
- 2009年度　2,289人 ： 6人/日
- 2010年度　1,747人 ： 5人/日

## 駅周辺
駅のすぐそばを上信越自動車道が通過している。
- 長野市役所若穂支所[1]
- 長野松代総合病院附属若穂病院[1]
- 長野市消防局松代消防署若穂分署
- 国道403号
- 北野美術館[1]
- 長野市立若穂中学校

## 廃止後
ホームなどは全て解体され更地となった後、綿内駅跡までサイクリングロードとして整備された。
また付近に当駅の駅名を冠したバス停はないが、近くの若穂病院前に屋代線代替バスの「若穂病院」バス停が設置されている。

## 隣の駅
長野電鉄
■屋代線
信濃川田駅 (Y9) - 若穂駅 (Y10) - 綿内駅 (Y11)